# جک مک‌گرات (راننده مسابقه)
جان جیمز "جک" مک‌گرات (انگلیسی: John James "Jack" McGrath؛ زادهٔ ۸ اکتبر ۱۹۱۹ در لس آنجلس، کالیفرنیا – درگذشتهٔ ۶ نوامبر ۱۹۵۵ در فینیکس، آریزونا) رانندهٔ مسابقات اتومبیل‌رانی فرمول یک اهل ایالات متحده آمریکا بود.